# Xã Shell Rock, Quận Butler, Iowa
Xã Shell Rock (tiếng Anh: Shell Rock Township) là một xã thuộc quận Butler, tiểu bang Iowa, Hoa Kỳ. Năm 2010, dân số của xã này là 1.668 người.